# Cryptocentrum
Cryptocentrum é um género botânico pertencente à família das orquídeas (Orchidaceae).

## Espécies
1. Cryptocentrum caespitosum  Carnevali (2001)
2. Cryptocentrum calcaratum  (Schltr.) Schltr. (1914)
3. Cryptocentrum dodsonii  Carnevali (2001)
4. Cryptocentrum dunstervilleorum  Carnevali & G.A.Romero (1994)
5. Cryptocentrum escobarii  Carnevali (2001)
6. Cryptocentrum flavum  Schltr. (1913)
7. Cryptocentrum gracilipes  Schltr. (1923)
8. Cryptocentrum gracillimum  Ames & C.Schweinf. in O.Ames (1925)
9. Cryptocentrum hirtzii  Dodson (1993)
10. Cryptocentrum inaequisepalum  C.Schweinf. (1946)
11. Cryptocentrum latifolium  Schltr. (1923)
12. Cryptocentrum lehmannii  (Rchb.f.) Garay (1958) - Espécie-tipo -
13. Cryptocentrum longipetalum  Carnevali (2001)
14. Cryptocentrum pergracile  Schltr. (1924)
15. Cryptocentrum peruvianum  (Cogn.) C.Schweinf. (1946)
16. Cryptocentrum pseudobulbosum  C.Schweinf. (1946)
17. Cryptocentrum roseans  (Schltr.) A.D.Hawkes (1953)
18. Cryptocentrum silverstonei  Carnevali (2001)
19. Cryptocentrum spathaceum  Dodson (1993)
20. Cryptocentrum standleyi  Ames (1925)